# Lamjaotongba
Lamjaotongba è una suddivisione dell'India, classificata come census town, di 9.067 abitanti, situata nel distretto di Imphal Ovest, nello stato federato del Manipur. In base al numero di abitanti la città rientra nella classe V (da 5.000 a 9.999 persone).

## Geografia fisica
La città è situata a 24° 47' 33 N e 93° 54' 56 E.

## Società

### Evoluzione demografica
Al censimento del 2001 la popolazione di Lamjaotongba assommava a 9.067 persone, delle quali 4.396 maschi e 4.671 femmine. I bambini di età inferiore o uguale ai sei anni assommavano a 1.024, dei quali 527 maschi e 497 femmine. Infine, coloro che erano in grado di saper almeno leggere e scrivere erano 6.732, dei quali 3.569 maschi e 3.163 femmine.